# 옐레나 리바키나
옐레나 안드레예브나 리바키나(러시아어: Еле́на Андре́евна Рыба́кина, 1999년 6월 17일~)는 러시아 태생 카자흐스탄의 테니스 선수이다. 카자흐스탄 테니스 선수로는 최초로 세계 랭킹 10위권에 진입했으며 현재 여자 테니스 협회(WTA) 단식 세계 랭킹 3위에 올랐다. 현재 카자흐스탄 여자 싱글 부문 1위이기도 하다. 2022년 윔블던 선수권 대회에서 우승했으며 카자흐스탄 선수로는 최초로 메이저 테니스 대회에서 우승한 선수이다. 또한 WTA 1000에 해당하는 타이틀인 2023년 인디언 웰스 오픈과 2023년 이탈리아 오픈을 포함하여 WTA 투어에서 13번 결승에 올랐고 우승 타이틀 4개를 획득했다.